# Марек Баранецький
Марек Баранецький (пол. Marek Baraniecki, 16 червня 1954, Гливиці) — польський письменник-фантаст та інженер.

## Біографія
Марек Баранецький народився у Гливицях. Після закінчення школи він навчався у Сілезькій політехніці, отримавши спеціальність інженера із захисту навколишнього середовища. Ще в студентські роки він писав свої перші твори в студентському часописі «Tygodnik Studencki Politechnik», співпрацював також із тижневиком «Tygodnik Społeczno-Kulturalnym „Katolik“». У 1983 році Баранецький опублікував своє перше оповідання «Карлгоро, 18 година» (пол. Karlgoro godzina 18.00) в журналі «Fantastyka», яке отримало премію як краще оповідання, опубліковане цього року в журналі. Надалі він публікував свої оповідання в низці польських журналів, зокрема «Przegląd Techniczny» і «Problemy». У 1985 році вийшла друком його перша збірка оповідань «Голова Кассандри», титульне оповідання якої принесло письменнику премію імені Зайделя та премію «Шльонкфа» у 1985 році. Нагороджене оповідання написане в стилі постапокаліпсису, та описує боротьбу людства із залишками ядерної зброї після короткої третьої світової війни. «Голова Кассандри» надрукована загальним тиражем у 1,5 мільйона примірників та перекладена кількома іноземними мовами, пізніше, у 2004 році, польське видання «Gazeta Wyborcza» назвало це оповідання одним із найкращих постапокаліптичних творів за всю історію людства. Оповідання також було поставлене у вигляді радіопостановки, й читалось протягом кількох передач на Польському радіо. На основі оповідання написаний сценарій для майбутнього фільму, який проте так і не був знятий з ідеологічних міркувань — чиновники від соціалістичного польського кіномистецтва не зуміли вирішити, які емблеми малювати на ядерних боєголовках, оскільки будь-який символ міг би бути потрактований як відступ від соціалістичної ідеології. Кілька років Баранецький боровся за право на випуск фільму, проте за кілька років він зневірився в успіху та повернувся до роботи інженера, припинивши літературну працю. Проте вже у 2008 році збірка «Голова Кассандри» вийшла повторним виданням, до якого включено кілька нових оповідань письменника. Частина джерел повідомляє, що Марек Баранецький готує до друку нову повість під назвою «Астраліс».

## Премії та нагороди
У 1984 році Марек Баранецький отримав премію «Золота сепулька» як найкращий дебютант серед письменників-фантастів. У 1985 році письменник отримав Меморіальну премію імені Януша Зайделя та премію «Шльонкфа».

### Оповідання
- Голова Кассандри (пол. Głowa Kasandry,1983)
- Карлгоро, 18 година (пол. Karlgoro, godzina 18.00, 1983)
- Найнята людина (пол. Wynajęty człowiek, 1984)
- Театр у долині тиші (пол. Teatr w dolinie ciszy, 1985)
- Зоряний купець (пол. Gwiezdny kupiec, 1988)
- Гамбіт від Петра (пол. Gambit według Piotra, 1990)
- День гріха (пол. Dzień Grzechu, 2007)
- Зерно Кірліана (пол. Ziarno Kirliana, 2007)
- Весілля душ (пол. Wesele Dusz, 2008)